# Kaiserswerther Generalkonferenz
Die Kaiserswerther Generalkonferenz ist ein in Berlin angesiedelter internationaler Dachverband im Bereich der evangelischen Sozialarbeit.

## Geschichte
Die Kaiserswerther Generalkonferenz wurde im Jahr 1861 als internationaler Zusammenschluss aller Diakonissenmutterhäuser in Kaiserswerth gegründet.
Am 24. September 2015 wurde der neue Vorstand für die Amtsdauer 2015–2021 gewählt. Ihn bilden Oberin S. Esther Selle aus Dresden und Stiftspropst Jürgen Stobbe aus Ludwigslust.